# Poecilotheria metallica
Poecilotheria metallica är en spindelart som beskrevs av Pocock 1899. Poecilotheria metallica ingår i släktet Poecilotheria och familjen fågelspindlar. IUCN kategoriserar arten globalt som akut hotad. Inga underarter finns listade i Catalogue of Life.